# Modulació de freqüència de pols

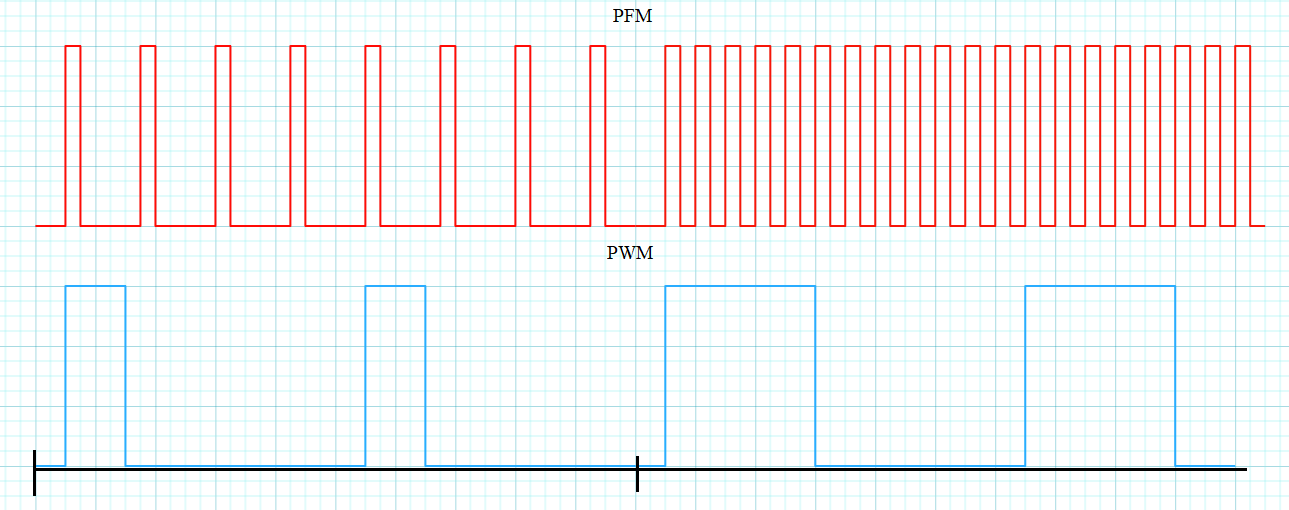
Un diagrama de la diferència entre PFM i PWM. PWM (senyal en blau) és una freqüència fixa, els polsos s'amplien per oferir més potència. El PFM (senyal en vermell) envia polsos de durada constant, la freqüència dels quals canvia i els polsos convergeixen per oferir més potència.

La modulació de freqüència de pols (amb acrònim anglès PFM) és un mètode de modulació per representar un senyal analògic utilitzant només dos nivells (1 i 0). És anàloga a la modulació d'amplada de pols (PWM), en què la magnitud d'un senyal analògic es codifica en el cicle de treball d'una ona quadrada. A diferència del PWM, en el qual l'amplada dels polsos quadrats es varia a una freqüència constant, PFM fixa l'amplada dels polsos quadrats mentre varia la freqüència. En altres paraules, la freqüència del tren de polsos es varia d'acord amb l'amplitud instantània del senyal modulant a intervals de mostreig. L'amplitud i l'amplada dels polsos es mantenen constants.
PFM és un mètode per codificar senyals analògics en trens de polsos quadrats i, per tant, té una gran varietat d'aplicacions. Hi ha dificultats pràctiques en el disseny de l'electrònica quan es treballa amb freqüències no fixes, com ara els efectes de la línia de transmissió en la disposició de la placa i la selecció de components magnètics, de manera que, en general, es prefereix el mode PWM. Tanmateix, hi ha casos selectes en què el mode PFM és avantatjós. El mode PFM és una tècnica comuna per augmentar l'eficiència de la commutació de convertidors DC-DC reduïts (convertidors buck) quan condueixen càrregues lleugeres.